# 津市民歌
「津市民歌」（つしみんか）は、かつて三重県津市が制定していた市民歌である。作詞・作曲は米山正夫。
本項では、市民歌と同時に制定された市民音頭「津音頭」（つおんど）についても説明する。

## 解説
1964年（昭和39年）の津市制75周年を記念し、市民歌・市民音頭いずれも前年に設立されたばかりの新興レコード会社であったクラウンレコード専属の米山正夫への依頼により作成された。同年8月13日よりシングル盤（規格品番：PRS-108）が市販されており、A面/B面に平野忠彦が歌唱する「津市民歌」と北島三郎および五月みどりが歌唱する「津音頭」がそれぞれ吹き込まれている。
（旧）津市は1984年（昭和59年）に中華人民共和国江蘇省鎮江市と友好都市関係を締結したが、この際に両市の交流事業の一環として中国語の公式訳（訳詞：孫正和）が作成されており、日本の自治体歌としては珍しいバイリンガルの楽曲であった。1989年（平成元年）にはお城西公園に歌碑が設置されており、2006年（平成18年）の新設合併による市民歌としての失効・廃止後も撤去されずそのまま残されている。
現在の（新）津市民歌は、2009年（平成21年）2月1日に制定された「このまちが好きさ」である。

### 津音頭
「津音頭」は、市民歌と同時に制定された津市の市民音頭である。作詞・作曲は市民歌と同じく米山正夫で、毎年10月に開催される津まつりでは「津音頭保存会」による演舞が披露されており、これは新設合併後も続いている。